# Жанкен, Серж
Серж Жанкен (фр. Serge Janquin; 5 августа 1943, Bruay-en-Artois, Нор — Па-де-Кале — 28 сентября 2024, Дивьон)  — французский политик, бывший депутат Национального собрания Франции.

## Биография
Родился 5 августа 1943 года в Брюе-ла-Бюисьер (в то время — Брюе-ан-Артуа, департамент Па-де-Кале). Член Социалистической партии. По профессии — преподаватель экономики и социальных наук.
На выборах в Национальное собрание 2007 года выиграл голосование по 10-му избирательному округу департамента Па-де-Кале, получив во 2-м туре 67,90 % голосов, а в результате выборов в Национальное собрание 2012 г. переизбран депутатом Национального собрания, получив во 2-м туре 63,41 % голосов. В выборах 2017 года участия не принимал.
Умер 28 сентября 2024 года в возрасте 81 года.

## Политическая карьера
19 марта 1989 — 1 декабря 1999 — мэр города Брюе-ла-Бюисьер.
23 марта 1992 — 28 июня 1995 — член регионального совета Нор-Па-де-Кале.
2 апреля 1993 — 20 июня 2017 — депутат Национального собрания Франции от 10-го избирательного округа департамента Па-де-Кале.
2 декабря 1999 — март 2020 — член муниципального совета города Брюе-ла-Бюисьер.